# ورگودیناتس
ورگودیناتس (به صربی: Vrgudinac) یک منطقهٔ مسکونی در صربستان است که در بلا پالانکا واقع شده‌است. ورگودیناتس ۱۵۲ نفر جمعیت دارد.